# Cetopsis amphiloxa
Cetopsis amphiloxa är en fiskart som först beskrevs av Eigenmann, 1914.  Cetopsis amphiloxa ingår i släktet Cetopsis och familjen Cetopsidae. Inga underarter finns listade i Catalogue of Life.